# Андреєв Олександр Олександрович
Андре́єв Олекса́ндр Олекса́ндрович (*2 грудня 1937, станція Лог) — російський інженер-конструктор, лауреат Державної премії СРСР (1989).

## З життєпису
Закінчив Казанський авіаційний інститут в 1961 році. Працював на Воткінському машинобудівному заводі: інженер-випробувач (1961—1964), начальник гідровипробувальної станції (1964—1965), провідний конструктор (1965—1969), начальник відділу ОКБ (1969—1982), заступник головного конструктора (з 1982).
Андреєв був удостоєний Державної премії СРСР за постановку нас серійне виробництво виробу «Тополь». Нагороджений орденом Трудового Червоного Прапора (1977) та декількома медалями.